# Odznaka honorowa „Zasłużony Pracownik Informacji Naukowo-Technicznej”
Odznaka honorowa „Zasłużony Pracownik Informacji Naukowo-Technicznej” – polskie resortowe odznaczenie w formie jednostopniowej odznaki honorowej, ustanowionej 25 września 1980.
Nadawana była przez Ministra Nauki, Szkolnictwa Wyższego i Techniki jako zaszczytne wyróżnienie dla pracowników ośrodków informacji naukowej, technicznej i ekonomicznej, bibliotek i archiwów oraz innych osób za zasługi w dziedzinie organizowania, rozwoju i upowszechniania informacji naukowo-technicznej.
Odznakę noszono na prawej stronie piersi. 
Odznaczenie zostało zniesione 23 lutego 2000 wraz z szeregiem innych odznaczeń ustanowionych w okresie PRL.